# Cryptostylis leptochila
Cryptostylis leptochila é uma espécie pertencente à família das orquídeas (Orchidaceae), que existem no leste e sudeste da Austrália. São plantas terrestres glabras perenes; sem tubérculos, com longas raízes glabras carnosas; inflorescência racemosa, com flores que medem mais de quinze milímetros e não ressupinam, de cores pouco vistosas, com sépalas e pétalas reduzidas, parecidas mas ligeiramente diferentes, as pétalas menores; e labelo fixo e imóvel, muito maior que os outros segmentos; coluna curta e apoda com quatro polínias.

## Publicação e sinônimos
- Cryptostylis leptochila F.Muell. ex Benth., Fl. Austral. 6: 334 (1873).

Sinônimos heterotípicos:
- Cryptostylis leptochila var. frenchiana F.Muell., Victoria Naturalist 9: 53 (1893).